# Фторид родия(III)
Фторид родия(III) — неорганическое соединение, 
соль металла родия и плавиковой кислоты с формулой RhF3,
красные кристаллы,
не растворяется в воде.

## Получение
- Действие фтора на нагретый родий:

{\displaystyle {\mathsf {2Rh+3F_{2}\ {\xrightarrow {500-600^{o}C}}\ 2RhF_{3}}}}

## Физические свойства
Фторид родия(III) образует красные кристаллы тригональной сингонии, пространственная группа R 3c, параметры ячейки a = 0,4878 нм, c = 0,6809 нм, Z = 3
(по другим данным — это кристаллы ромбической сингонии, параметры ячейки a = 0,530 нм, b = 0,719 нм, c = 0,487 нм, Z = 4).
Не растворяется в воде, кислотах и щелочах.